# Marka und Ohe

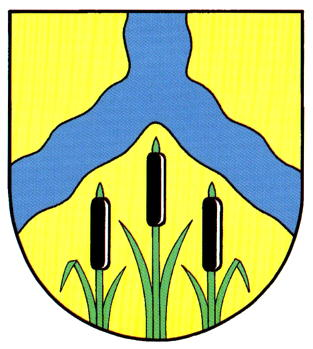
Auf dem Wappen von Neuscharrel wird der Zusammenfluss von Marka und Ohe zur Sater-Ems dargestellt

Marka und Ohe ist der regional gebräuchliche Sammelbegriff für die beiden Quellflüsse der Sagter Ems, auch Sater-Ems oder Saterländer Ems genannt.
Die Quelle der Marka (althochdeutsch mark – Grenze) liegt rund 20 Kilometer von Cloppenburg entfernt zwischen Lindern und Werlte in der Bockholter Dose und bildet heute an einigen Stellen ihres Flusslaufs die Grenze zwischen dem Emsland und dem Oldenburger Münsterland. Das Markatal ist aufgrund seiner Naturnähe und der hohen Wasserqualität des Baches ein Paradies für die Tier- und Pflanzenwelt. Röhrichte und Rietflächen wechseln mit Feuchtwiesen und Bruchwäldern. Fische, Amphibien und Reptilien sind hier ebenso beheimatet wie zahlreiche Brutvögel. Nordwestlich von Neuscharrel, wenige hundert Meter südlich des Küstenkanals fließen die Marka und in die Ohe zur Sater-Ems zusammen. Auf dem Wappen von Neuscharrel wird der Zusammenfluss der beiden Flüsse dargestellt.
Die Ohe (althochdeutsch aha – fließendes Wasser) entspringt im Emsland etwas südlich des Naturschutzgebietes „Oberlauf der Ohe“ auf dem Gebiet der emsländischen Gemeinde Spahnharrenstätte. Sie fließt durch die Gemeinden Spahnharrenstätte, Börger, Breddenberg, Esterwegen, Hilkenbrook, sowie Neuscharrel. Südlich der Hümmlinggemeinde Esterwegen fließt die Loruper Beeke in die Ohe. Das Gebiet der Ohe ist von einem „sanften“ Tourismus geprägt. In der Gemarkung Börger führt ein Teil des Hümmlinger Pilgerweges am Ufer des Baches vorbei. Im 19. und 20. Jahrhundert wurde die Kraft des fließenden Wassers der Ohe durch mehrere Mühlen, wie beispielsweise durch die nicht mehr bestehende Walkemühle in Börger, genutzt.
Beide Flüsse haben eine Länge von jeweils rund 35 Kilometern. Ab dem Zusammenfluss wenige hundert Meter südlich des Küstenkanals bilden Marka und Ohe  die Sagter Ems, die bis in das 19. Jahrhundert u. a. als Handelsweg für Torf genutzt wurde und bei Barßel in die Leda mündet.

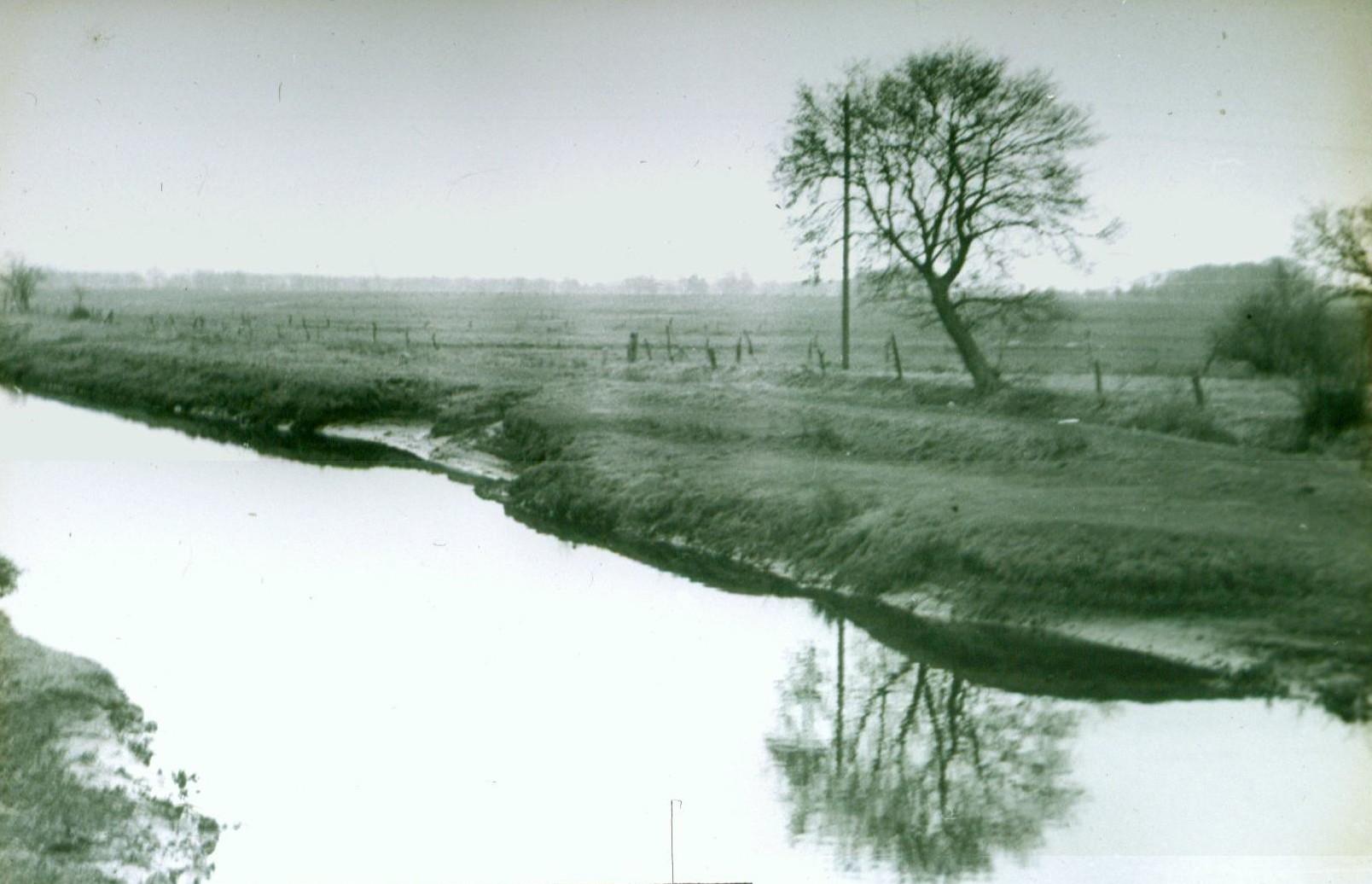
Die Sagter Ems im Jahr 1931

Die Geschichte des Sa(g)terlandes ist eng mit der Sagter Ems verbunden. Bis ins 19. Jahrhundert hinein war das von Mooren umgebene Saterland nur per Boot über die Sagter Ems zu erreichen. Sie war somit der einzige Verkehrsweg, um Waren und Personen zwischen dem Saterland und dem Umfeld zu transportieren. Daher herrschte damals ein reger Schiffsverkehr auf dem Fluss und in Orten wie Strücklingen wurden einige Werften betrieben. Auch waren die Sagter Ems mit Marka und Ohe im Mittelalter ein Handelsweg zwischen der Nordseeküste und dem westfälischen Hinterland; so sicherte sich 1457 Groningen im Vertrag mit den Häuptlingen von Greetsiel und Esens den ungehinderten Handelsverkehr nach Westfalen im Sagelderland nach Friesoythe.